# Санди Ценов
Александар Санди Ценов (Опатија, 17. јун 1968) хрватски је поп рок певач.

## Дискографија
- Све је то само Рок енд рол (1990)
- Љубав за све (1993)
- У твојим мислима (1994)
- Нека тресе, нека удара (1995)
- Неке пјесме љубавне (1998)
- Навике (2000)
- Све је ту (2001)
- Поправи ми дан (2004)
- Сандиланд (2007)
- Све што имам (2010)
- То је то (2012)

## Фестивали
- ОК (дует са Алком Вуицом), '93

Задар:
- Кад останеш сам, '93
- Ако Бога знаш, '94
- Пропало је све, '95
- Кухиња, '97
- Тебе, '98
- Рано је за крај, 2000
- Поправи ми дан, 2003

Загреб:
- Љубав за све, '94
- Кључ у брави, '97
- Ми водимо љубав, 2001

Сплит:
- Ти, '95

Хрватски радијски фестивал:
- Сунце моје то си ти, '98
- Да тебе ми нема (дует са Ивом Мајоли), '99
- Гдје си била до сад, 2001
- Жесток момак, 2003
- Један на један, 2004
- Кад ми није суђено, 2005
- То си хтјела, 2007
- И старо и ново, 2008
- Човјек без имена, 2009

Мелодије хрватског Јадрана, Сплит:
- Пјевај све, '98
- Е, да ми је, '99
- Права прича, 2000
- Кад би моја била ти, 2001

Златне жице Славоније, Пожега:
- Задњи романтик, '98
- Ја не знам како (Вече песме и вина), 2006
- Како ћу живјети без ње (Вече песме и вина), 2007

Међународни фестивал Форте, Сарајево:
- Ако ме не волиш, 2000

Пјесма Медитерана, Будва:
- Дорис је возила мини морис, 2001
- Тешко преварен, 2004
- Довољно добар, 2005

Сунчане скале, Херцег Нови:
- Барбике, 2001
- Један на један, 2003

Дора, Опатија:
- То нисам више ја (дует са Мирелом Бунозом), 2006
- Крив, 2021

Београдско пролеће:
- Остат ћу господин, награда за најбољу композицију, 2025

CMC festival, Водице:
- Свима у инат, 2025